# Drieskenskapel

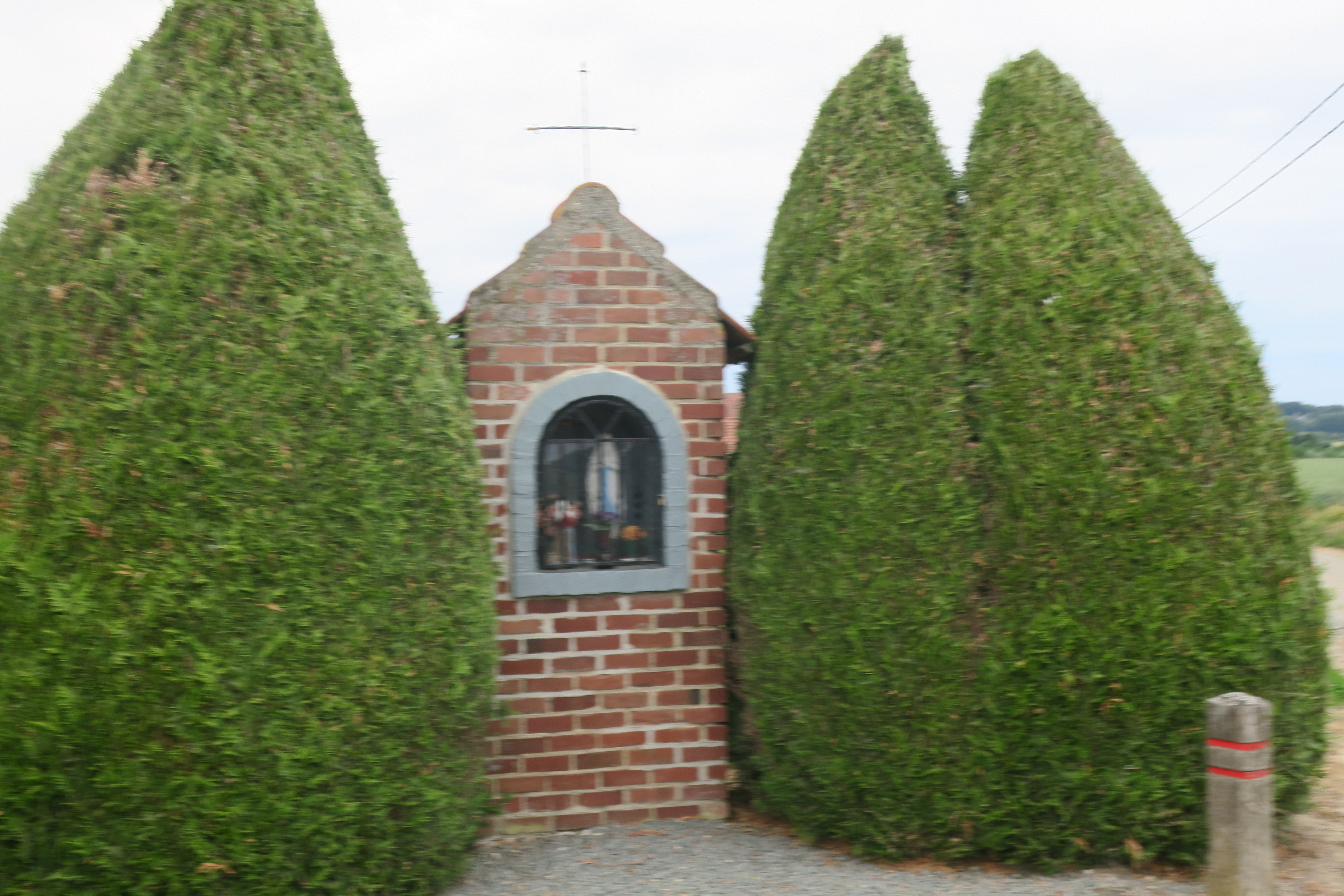
Drieskenskapel in Gooik

De Drieskenskapel is een kapel in de Vlaams-Brabantse gemeente Kester, een deelgemeente van Pajottegem. Het gebedshuisje is gelegen op de hoek van de Hollandstraat met de Kleine Hollandstraat.

## Historiek
Reeds in de negentiende eeuw stond op deze plek een grote kapel waar meerdere bidders plaats konden nemen op stoelen. Dit exemplaar werd vervangen in 1970 door een kleinere kapel. De kapel werd jarenlang onderhouden door Theresia Van Reepinghen en na haar overlijden bogen haar kleindochter Denise Danau en echtgenoot André Bellemans zich vanaf 1999 over deze zorg. Het echtpaar staat ook in voor het laven van de dragers.

## Architectuur
De Drieskenskapel is opgetrokken uit baksteen en is afgedekt met een zadeldak van rode pannen dat is bekroond met een ijzeren kruis. In de rondboogvormige nis, die omkaderd is met grijs geschilderde halve stenen, staat een beeld van Onze-Lieve-Vrouw van Lourdes. De nis is afgesloten met een zwart geschilderd diefijzer en glas.
Het gebedshuisje wordt geflankeerd door twee cipressen.

## Processie
De kapel speelt een belangrijke rol in de jaarlijkse paardenprocessie van Kester. Op deze halte wordt hulde gebracht aan Maria. Bovendien wordt hier de dorst van de dragers gelest met lambiek-bier dat al sinds generaties uit dezelfde kan wordt geschonken.